# Max Cullen
Maxwell Phillip "Max" Cullen (Wellington, Nueva Gales del Sur; 29 de abril de 1940) es un actor australiano conocido por sus numerosas participaciones en cine, televisión y teatro.

## Biografía
Es hermano menor del ahora fallecido actor y escritor australiano Cul Cullen.
Su primo segundo es el fallecido pintor Adam Cullen.
En 1973 se casó con la actriz Colleen Fitzpatrick, la pareja le dio la bienvenida a su hija la actriz Katharine Cullen el 9 de junio de 1975; pero la relación terminó en 1987.
Max se casó nuevamente con quien tuvo una hija, pero el matrimonio terminó.
En 2003 Cullen se casó con la artista y pintora Margarita Georgiadis.

## Carrera
Antes de empezar su carrera como actor, Max pintaba y esculpía.
En 1968 interpretó dos personajes en la serie Homicide a Frank Ryder en el episodio "Hit, Run and Stop Dead" y a un actor en "Big Men Don't Cry ", más tarde apareció en el episodio "Suddenly They've All Stopped Talking" donde interpretó a Todd de 1973, a Bo Monroe y Billy Williams en 1974, a Mac Pickett en "Do Us All a Favour" en 1975 y finalmente a Max Brent en "I Thought I Could Have Died".
Un año después en 1969 apareció en el episodio "It's a Great Day" de la serie Division 4 donde interpretó a Tom Shaw, más tarde apareció nuevamente ahora interpretando a Joe Kennedy durante el episodio "One More War" en 1972. En 1970 interpretó a Hilton Harper en la serie Mrs Finnegan hasta 1971.
En 1971 apareció como invitado en varios episodios de la serie Spyforce en donde dio vida a Barrow, más tarde apareció nuevamente en la serie donde interpretó a Osgood durante el episodio "The Rolls That Went to War" en 1973.
Entre 1973 y 1976 interpretó a Brian Young en el episodio "Terror on the Loose", Taylor en "Like Fred" y a Mouth durante "The Mouth That Roared" de la serie Matlock Police.
En 1986 apareció por primera vez en la serie The Flying Doctors donde interpretó a Hurtle Morrison hasta 1991.
En 1992 dio vida a Eric Mackie en la serie policíaca G.P. durante el episodio "Three's Company", más tarde apareció nuevamente en la serie en 1995 donde dio vida a Basil Meagher en un episodio. En 1994 interpretó al primer ministro Jim Hammond en la serie The Damnation of Harvey McHugh.
En 1996 apareció en la serie Riptide en donde interpretó a tres personajes diferentes Gus, Chris y Rod en tres episodios.
En 2004 se unió al elenco principal de la serie Love My Way donde dio vida a Gerry Jackson hasta el final de la serie en 2007. Ese mismo año apareció por primera vez en la serie médica australiana All Saints donde dio vida a Moses, ese mismo año apareció nuevamente en la serie donde interpretó a John Carpenter en el episodio "Mind Over Matter" y finalmente su última aparición fue en 2009 cuando dio vida a Barney Fawcett en el episodio "Duty Bound 2".
En 2007 apareció en la obra de teatro Lawson Demons and Dreams donde interpretó a Lawson. La puesta en escena está basada en la vida del poeta australiano Henry Lawson.
En 2009 apareció en la película X-Men Origins: Wolverine donde interpretó a Travis Hudson quien junto a su esposa Heather Hudson (Julia Blake) encuentran a Wolverine (Hugh Jackman) en su granero y le dan comida y ropa antes de ser asesinados por David North (Daniel Henney) y sus hombres quienes iban en busca de Wolverine.
En 2012 Max actuó como narrador en el programa médico RPA, que sigue casos del hospital Royal Prince Alfred en Sídney. Previamente Max había narrado episodios anteriores de la serie en 2009, 2007 y 1995.
En junio de 2013 se anunció que Max se uniría al elenco de la miniserie Devil’s Playground.

## Filmografía

### Series de Televisión
| Año         | Serie                          | Personaje        | Notas                                  |
| ----------- | ------------------------------ | ---------------- | -------------------------------------- |
| 2016        | Secret City                    | Les Gordon       | -                                      |
| 2016        | Doctor Doctor                  | Martin           | episodio # 1.7                         |
| 2014        | Devil’s Playground             | Padre Joyce      | 3' episodios - miniserie               |
| 2014        | Old School                     | Des              | episodio "Yesterday's Heroes"          |
| 2014        | Rake                           | Juez Coote       | episodio # 3.5                         |
| 2009        | City Homicide                  | Ray Stairmont    | episodio "Little Big Man"              |
| 2004 - 2007 | Love My Way                    | Gerry Jackson    | 26 episodios                           |
| 2004        | All Saints                     | Moses            | 2 episodios                            |
| 2001        | Mcleod's Daughters             | Sid Connolly     | episodio "Dirty Pool"                  |
| 1998        | Kings in Grass Castles         | Mr. Costello     | miniserie                              |
| 1997        | Frontier                       | Clark            | miniserie                              |
| 1995        | G.P.                           | Basil Meagher    | episodio "Those Who Can't"             |
| 1994        | The Damnation of Harvey McHugh | Jim Hammond      | episodio "Lord of the Files"           |
| 1986 - 1991 | The Flying Doctors             | Hurtle Morrison  | 23 episodios                           |
| 1991        | Police Rescue                  | Ernie Kemp       | episodio "Saturday Night"              |
| 1989        | Grim Pickings                  | Inspector Toby   | miniserie                              |
| 1985        | Possession                     | -                | -                                      |
| 1985        | The Flying Doctors             | Hurtle Morrison  | miniserie                              |
| 1984        | The Last Bastion               | Eddie Ward       | miniserie                              |
| 1984        | Bodyline                       | Reportero Chooka | miniserie                              |
| 1984        | The Cowra Breakout             | Soldado Hook     | miniserie                              |
| 1983        | A Country Practice             | Arnold Mortimer  | 2 episodios                            |
| 1983        | Scales of Justice              | Roach            | miniserie                              |
| 1983        | Kings                          | -                | -                                      |
| 1981        | Tickled Pink                   | -                | episodio "Desert Foxes"                |
| 1981        | Cornflakes for Tea             | Stan             | -                                      |
| 1980        | The Timeless Land              | Byrne            | miniserie                              |
| 1980        | Kingswood Country              | Donger Jackson   | episodio "Lest We Forget the Rissoles" |
| 1980        | Secret Valley                  | Claude Cribbins  | episodio "The Runaway"                 |
| 1978        | Chopper Squad                  | Harry            | episodio "Lifeboat"                    |
| 1978        | Young Ramsay                   | Alec Thompson    | episodio "A Man Like His Dad"          |
| 1976        | Bluey                          | Walter Curran    | episodio "May"                         |
| 1976        | McCloud                        | Putney           | episodio "Night of the Shark"          |
| 1976        | Rush                           | Billy Adams      | episodio "The Great Eastern Bubble"    |
| 1976        | Homicide                       | Max Brent        | episodio "I Thought I Could Have Died" |
| 1975        | Shannon's Mob                  | Vossif           | episodio "The Playpen"                 |
| 1975        | The Unisexers                  | -                | -                                      |
| 1975        | Scattergood: Friend of All     | Scattergood      | -                                      |
| 1974        | Silent Number                  | Cohen            | episodio "Unwanted"                    |
| 1973        | Matlock Police                 | Brian Young      | episodio "Terror on the Loose"         |
| 1973        | The Evil Touch                 | -                | episodio "The Upper Hand"              |
| 1972        | Number 96                      | Ralph Finlayson  | -                                      |
| 1972        | Boney                          | Glen Shannon     | episodio "Boney Takes a Holiday"       |
| 1972        | Division 4                     | Joe Kennedy      | episodio "One More War"                |
| 1972        | Birds in the Bush              | Minero           | episodio # 1.7                         |
| 1971        | Dead Men Running               | -                | -                                      |
| 1971        | The Comedy Game                | -                | episodio "Scattergood"                 |
| 1971        | Matlock Police                 | Barrow           | 4 episodios                            |
| 1970 - 1971 | Mrs Finnegan                   | Hilton Harper    | 13 episodios                           |
| 1970        | The Link Men                   | Mario Costello   | episodio "The Quiet One"               |
| 1969        | Riptide                        | Gus              | episodio "Hagan's Kingdom"             |
| 1968        | Skippy                         | Keller           | episodio "Date in Dalmar"              |
| 1967        | Contrabandits                  | Allen            | episodio "Films Are Just for Kicks"    |

### Películas
| Año  | Título                           | Personaje                 | Notas                                                                                                 |
| ---- | -------------------------------- | ------------------------- | --- |
| 2013 | The Great Gatsby                 | Owl Eyes                  | junto a Leonardo DiCaprio, Jason Clarke, Joel Edgerton, Tobey Maguire, Vince Colosimo & Jacek Koman   |
| 2012 | Dear Life                        | Bill Larkin               | corto - junto a Melissa Jaffer, Amanda McGregor & Timothy Monley                                      |
| 2012 | My Mind's Own Melody             | Colin                     | corto - junto a Kate Beahan, Jamie Croft, Anthony Phelan, Anita Hegh, David Lyons & John Marsh        |
| 2012 | Love on the Airwaves             | -                         | cortometraje                                                                                          |
| 2011 | The Gosth                        | Medium                    | corto - junto a Valentino del Toro, Bel Deliá & Rachael Coopes                                        |
| 2011 | Your Own Medicine                | Charles                   | corto - junto a Duncan Driver, Harry Davis & James Davie                                              |
| 2010 | Santa's Apprentice               | Humphrey                  | junto a Georgie Parker, Holly Fraser, Magda Szubanski, Delta Goodrem & Shane Jacobson                 |
| 2010 | Possession(s)                    | Paul                      | junto a Trilby Beresford, Rhys Muldoon, Laurence Fuller & Asher Keddie                                |
| 2010 | Anyone You Want                  | Glen                      | junto a Tabrett Bethell, Socratis Otto & Denise Roberts                                               |
| 2009 | X-Men Origins: Wolverine         | Travis Hudson             | junto a Julia Blake, Hugh Jackman, Liev Schreiber, Danny Huston, Ryan Reynolds & Tim Pocock           |
| 2009 | Twin                             | Jesse                     | corto - junto a Simon Van Der Stap                                                                    |
| 2008 | Australia                        | Hombre Birracho           | junto a Nicole Kidman & Hugh Jackman                                                                  |
| 2008 | A Pretty Penny                   | Roy Firth                 | corto - junto a Chris Haywood                                                                         |
| 2007 | December Boys                    | Misty (de grande)Narrador | junto a Sullivan Stapleton, Victoria Hill & Kris McQuade                                              |
| 2006 | The Mouse That Ate My Brain      | Bum                       | cortometraje                                                                                          |
| 2006 | Jindabyne                        | Terry                     | junto a Chris Haywood, Laura Linney, Gabriel Byrne, Deborra-Lee Furness, John Howard & Eva Lazzaro    |
| 2005 | BlackJack: In the Money          | Howard                    | junto a Colin Friels, David Field, Marta Dusseldorp & Matthew Holmes                                  |
| 2002 | The Nugget                       | Wally                     | junto a Eric Bana, Stephen Curry, Belinda Emmett, Vince Colosimo, Linda Cropper & Chris Haywood       |
| 2002 | Code 2                           | Abogado                   | corto - junto a Tanc Sade, Jennie Dibley & Sean Lynch                                                 |
| 1999 | In a Savage Land                 | Douglas Stevens           | junto a Rufus Sewell, Martin Donovan, Maya Stange, John Howard & Marshall Napier                      |
| 1997 | Kiss or Kill                     | Stan                      | junto a Syd Brisbane, Frances O'Connor, Matt Day, Barry Langrishe & Chris Haywood                     |
| 1995 | Billy's Holiday                  | Billy Apples              | junto a Drew Forsythe, Kris McQuade, Geneviève Lemon, Richard Roxburgh, Rachael Coopes & Sacha Horler |
| 1995 | Rough Diamonds                   | Magistrado Roy            | junto a Jason Donovan, Angie Milliken & Peter Phelps                                                  |
| 1994 | Spider & Rose                    | Jack                      | junto a Lewis Fitz-Gerald, Tina Bursill, Marshall Napier, Brian Vriends & Bruce Venables              |
| 1994 | Lightning Jack                   | Bart                      | junto a Paul Hogan, Cuba Gooding Jr., Beverly D'Angelo & Kamala Lopez                                 |
| 1993 | Shotgun Wedding                  | Rev. Arthur Hickey        | junto a Aden Young, Zoe Carides, Marshall Napier & Bill Hunter                                        |
| 1992 | Garbo                            | Wal                       | junto a Neill Gladwin, Moya O'Sullivan, Imogen Annesley & Gerard Kennedy                              |
| 1992 | Mad Bomber in Love               | Sargento Meggs            | junto a Craig Pearce, Craig McLachlan, Marcus Graham & Zoe Carides                                    |
| 1992 | Greenkeeping                     | Tom                       | junto a Mark Little, Lisa Hensley, Gia Carides & Robyn Nevin                                          |
| 1991 | As Happy as Larry                | Bert                      | junto a Tony Harvey                                                                                   |
| 1990 | Call Me Mr. Brown                | -                         | junto a Chris Haywood, Russell Kiefel, Bill Hunter & Damon Herriman                                   |
| 1990 | The Ham Funeral                  | -                         | junto a Tyler Coppin, Maggie Kirkpatrick, Robyn Nevin & Kerry Walker                                  |
| 1990 | The Returning                    | Padre Donohue             | junto a Phillip Gordon, Alison Routledge & Jim Moriarty                                               |
| 1989 | Luigi's Ladies                   | Chef                      | junto a Wendy Hughes, Sandy Gore, Genevieve Lemon, David Rappaport & Ray Meagher                      |
| 1989 | The Saint: Fear in Fun Park      | Inspector Toomey          | junto a Simon Dutton, Ed Devereaux, Nikki Coghill & Richard Roxburgh                                  |
| 1988 | Incident at Raven's Gate         | Taylor                    | junto a Steven Vidler, Ritchie Singer & Terry Camilleri                                               |
| 1988 | Boundaries of the Heart          | Blanco White              | junto a Wendy Hughes, John Hargreaves & Norman Kaye                                                   |
| 1988 | Act of Betrayal                  | Quinn                     | junto a Elliott Gould, Patrick Bergin, Bryan Marshall & Deborra-Lee Furness                           |
| 1986 | Charly's Web                     | Charley O'Keefe           | junto a Glenn Buttress-Grove, Justine Saunders, Rhys McConnochie & Ken Wayne                          |
| 1984 | Stanley Junior                   | Berger                    | junto a Peter Bensley, Graham Kennedy, Nell Campbell & Michael Craig                                  |
| 1983 | The Return of Captain Invincible | Hombre Italiano           | junto a Alan Arkin, Christopher Lee, Kate Fitzpatrick, Bill Hunter, Chris Haywood & Graham Kennedy    |
| 1983 | Midnite Spares                   | Tomas                     | junto a Gia Carides, Bruce Spence, Tony Barry & Graeme Blundell                                       |
| 1982 | Running on Empty                 | Rebel                     | junto a Chris Haywood, Richard Moir & Penne Hackforth-Jones                                           |
| 1982 | Starstruck                       | Reg                       | junto a Jo Kennedy, Ross O'Donovan, Margo Lee, Melissa Jaffer & Doug Scroope                          |
| 1982 | With Prejudice                   | Krawczyk                  | junto a Scott Burgess, Terry Serio, Chris Haywood & Tony Barry                                        |
| 1982 | Freedom                          | Empleado de Fábrica       | junto a Jon Blake, Candy Raymond & Chris Haywood                                                      |
| 1981 | Hoodwink                         | Buster                    | junto a Judy Davis, Wendy Hughes, Michael Caton, Colin Friels & Geoffrey Rush                         |
| 1980 | Hard Knocks                      | Newman                    | junto a Tracy Mann, Bill Hunter, Kim Rushworth & John Arnold                                          |
| 1980 | Big Toys                         | Terry                     | junto a Diane Cilento, Colin Friels & John Gaden                                                      |
| 1979 | My Brilliant Career              | Mr. McSwatt               | junto a Judy Davis, Sam Neill, Wendy Hughes, Patricia Kennedy & Simone Buchanan                       |
| 1979 | Dimboola                         | Mutton                    | junto a Bruce Spence, Natalie Bate & Max Gillies                                                      |
| 1979 | The Odd Angry Shot               | Oficial                   | junto a Graham Kennedy, John Jarratt, Bryan Brown, Graeme Blundell, Tony Barry & Ray Meagher          |
| 1978 | Bit Part                         | Bob                       | junto a John Meillon, Jennifer Claire, Noni Hazlehurst & Judy Nunn                                    |
| 1978 | Blue Fin                         | Pensionado                | junto a Hardy Krüger, Liddy Clark, John Jarratt & Hugh Keays-Byrne                                    |
| 1978 | Cass                             | -                         | junto a Michele Fawdon, John Waters, Judy Morris & Peter Carroll                                      |
| 1977 | Summerfield                      | Jim Tate                  | junto a Nick Tate, John Waters, Elizabeth Alexander & Michelle Jarman                                 |
| 1975 | Sunday Too Far Away              | Tim King                  | junto a Jack Thompson, Robert Bruning & Jerry Thomas                                                  |
| 1974 | The Hotline                      | -                         | junto a Cul Cullen, John Ewart & Muriel Hopkins                                                       |
| 1974 | Hamlet                           | -                         | junto a Jeff Ashby, John Bell, Ken Lawrence & Roger Newcombe                                          |
| 1972 | The Office Picnic                | Paddy                     | junto a John Wood, Kate Fitzpatrick, Philip Deamer & Patricia Kennedy                                 |
| 1971 | Stockade                         | Rafaello Carboni          | junto a Michele Fawdon, Rod Mullinar, Graham Corry & Sue Hollywood                                    |
| 1969 | You Can't See 'round Corners     | Peeper                    | junto a Ken Shorter, Rowena Wallace, Carmen Duncan & Judith Fisher                                    |
| 1966 | Nightwait                        | Cliente                   | junto a Vittorio Bianco, Noella Ferguson & Kevin Kearney                                              |

- Director & Dramaturgo.:

| Año  | Obra             | Notas                       |
| ---- | ---------------- | --------------------------- |
| 2003 | Looking Up Lower | obra - dramaturgo           |
| 1978 | Kitty Howard     | obra - director             |
| 1967 | Generation       | obra - director & diseñador |
| 1963 | The Physicists   | obra - diseñador            |

- Apariciones.:

| Año                    | Programa                | Notas                   |
| ---------------------- | ----------------------- | ----------------------- |
| 1995, 2007, 2009, 2012 | RPA: Where Are They Now | 18 episodios - narrador |
| 1971                   | Where Dead Men Lie      | comentador              |

### Teatro[7]
| Año        | Obra                                     | Personaje    | Director (a)     | Teatro                | Notas                                                              |
| ---------- | ---------------------------------------- | ------------ | ---------------- | --------------------- | ------------------------------------------------------------------ |
| 2010       | Twelfth Night                            | -            | Lee Lewis        | -                     | junto a Alex Dimitriades & Brent Hill                              |
| 2008       | The Pig Iron People                      | -            | Craig Ilott      | Drama Theatre         | junto a Danny Adcock, Caroline Craig, Judi Farr & Jacki Weaver     |
| 2007       | Love Lies Bleeding                       | Alex Macklin | Lee Lewis        | Glen St. Theatre      | junto a Paula Arundell, Benjamin Winspear & Robyn Nevin            |
| 2007       | Lawson Demons and Dreams                 | Lawson       | Errol Bannister  | Civic Theatre         | junto a Kat Kraus, Hugh McDonald & Broderick Smith                 |
| 2005, 2006 | A Couple of Blaguards                    | Frank        | Howard Platt     | York Theatre          | junto a Max Gillies                                                |
| 2005       | The Daylight Atheist                     | -            | Adam Cook        | Glen St. Theatre      | -                                                                  |
| 2004       | Scenes From A Separation                 | -            | -                | Sydney Theatre        | junto a Georgie Parker & Nicholas Eadie                            |
| 2003       | Looking Up Lower                         | -            | -                | Darlinghurst Theatre  | -                                                                  |
| 2003       | The One Day of the Year                  | -            | David Berthold   | Civic Theatre         | junto a Nathaniel Dean, Ron Haddrick & Kris McQuade                |
| 2003       | Waiting For Godot                        | -            | Neil Armfield    | Belvoir St. Theatre   | junto a Steve Le Marquand, John Gaden & Ben Wilson                 |
| 2002       | Buried Child                             | -            | Gale Edwards     | Belvoir St. Theatre   | junto a Judi Farr, Damon Herriman & Steve Le Marquand              |
| 2002       | Volpone                                  | -            | Marion Potts     | -                     | junto a Drew Forsythe, Barry Otto, Matthew Newton & Darren Weller  |
| 2002       | All My Sons                              | Joe Keller   | Adam Cook        | -                     | junto a Lynette Curran, Marta Dusseldorp & Glenn Hazeldine         |
| 2001       | Old Masters                              | -            | Benedict Andrews | Sydney Theatre        | junto a Jacki Weaver, Robyn Nevin & Leeanna Walsman                |
| 2001       | I Ought to Be in Pictures                | -            | Sandra Bates     | Ensemble Theatre      | junto a Katharine Cullen & Penny Cook                              |
| 2001       | Ashes to Ashes                           | -            | Adam Cook        | Belvoir St. Theatre   | junto a Elizabeth Chance                                           |
| 2000       | A Couple of Blaguards                    | -            | -                | Ensemble Theatre      | junto a Max Gillies                                                |
| 2000       | The Great Man                            | -            | Robyn Nevin      | Sydney Theatre        | junto a Toby Schmitz, Genevieve Picot & Martin Vaughan             |
| 1998,1999  | Cloudstreet                              | -            | Neil Armfield    | Royal N. Theatre      | junto a Dan Wyllie, Judi Farr, Simon Lyndon & Kris McQuade         |
| 1999       | Burnt Piano                              | -            | Richard Wherrett | Belvoir St. Theatre   | junto Sebastian Elmaloglou, Ronald Falk & Elaine Hudson            |
| 1998       | The Siege of Frank Sinatra               | -            | Graham Thorburn  | Ensemble Theatre      | junto a Scott Johnson                                              |
| 1998       | The Sunshine Boys                        | -            | Sandra Bates     | Ensemble Theatre      | junto a Daniel Mitchell & Henri Szeps                              |
| 1997       | Ngundalehla Godotgai / Waiting for Godot | -            | Clara Mason      | Bangarra Theatre      | junto a Bradley Byquar                                             |
| 1997       | Death of a Salesman                      | -            | -                | -                     | junto a Jerome Ehlers                                              |
| 1996       | The Alchemist                            | -            | Neil Armfield    | Belvoir St. Theatre   | junto a Dan Wyllie, Keith Robinson, Geoffrey Rush & Hugo Weaving   |
| 1996       | As You Like It                           | -            | Simon Phillips   | Drama Theatre         | junto a Lucy Bell, Celia Ireland, Anita Hegh & Bruce Spence        |
| 1995       | Flame of Freedom                         | -            | -                | -                     | junto a Bruce Hughes & Charles Bud Tingwell                        |
| 1994       | Hamlet                                   | -            | Neil Armfield    | Belvoir St. Theatre   | junto a Cate Blanchett, Richard Roxburgh & Geoffrey Rush           |
| 1994       | A Cheery Soul                            | -            | Neil Armfield    | Her Majesty's Theatre | junto a Justine Anderson, Geoff Morrell & Anthony Phelan           |
| 1992       | Uncle Vanya                              | -            | Neil Armfield    | Drama Theatre         | junto a Toni Collette, Melissa Jaffer, Colin Moody & Geoffrey Rush |
| 1991       | The Government Inspector                 | -            | Neil Armfield    | Drama Theatre         | junto a Paul Blackwell, Geoffrey Rush & Kerry Walker               |
| 1991       | The Revenger's Tragedy                   | -            | Jules Wright     | Drama Theatre         | junto a Jerome Ehlers, Gillian Jones, Norman Kaye & Russell Kiefel |
| 1990       | This Old Man Comes Rolling Home          | -            | Gale Edwards     | Russell St. Theatre   | junto a Alex Papps, Merridy Eastman & Anne Phelan                  |
| 1990       | The Tempest                              | -            | Neil Armfield    | Belvoir St. Theatre   | junto a John Bell, Geoff Morrell, David Field & Angie Milliken     |
| 1989       | The Ham Funeral                          | -            | Philip Cusack    | Wharf Theatre         | junto a Maggie Kirkpatrick, Robyn Nevin & Pamela Rabe              |
| 1988       | A Streetcar Named Desire                 | -            | Robin Lefevre    | Lyric Theatre         | junto a Angela Punch McGregor & Martin Shaw                        |
| 1987, 1988 | Emerald City                             | -            | Richard Wherrett | Lyric Theatre         | junto a Ruth Cracknell, Garry McDonald, Andrea Moor & Robyn Nevin  |
| 1987       | Siestas in a Pink Hotel                  | -            | Robyn Nevin      | Wharf Theatre         | junto a Katrina Foster, Anna Volska & Rhett Walton                 |
| 1986       | Sons of Cain                             | -            | David Williamson | -                     | junto a Ray Barrett, John Clayton, Genevieve Picot & Sandy Gore    |
| 1982       | The Price                                | -            | Hayes Gordon     | Ensemble Theatre      | junto a Tom Oliver, Susan Kramer & Desmond Tester                  |
| 1982       | The Cake Man                             | -            | -                | Parade Theatre        | junto a Michael Carman, Graham Moore & Corey Stewart               |
| 1981       | Hamlet                                   | -            | -                | Drama Theatre         | junto a Noni Hazlehurst, Kate Fitzpatrick & Colin Friels           |
| 1966, 1980 | The Death of Bessie Smith                | -            | Fred Simms       | Ensemble Theatre      | junto a John Macleod, Carol McCarthy & Henri Szeps                 |
| 1979       | How Sleep the Brave                      | -            | Gary Baxter      | Ensemble Theatre      | junto a Steve Brown, Tony Martin, Patrick Dickson & Colin Taylor   |
| 1978       | Makassar Reef                            | -            | Aarne Neeme      | Russell St. Theatre   | junto a Sandy Gore, Gerard Maguire & Monica Maughan                |
| 1977       | Big Toys                                 | -            | -                | Parade Theatre        | junto a Kate Fitzpatrick & Arthur Dignam                           |
| 1976       | The Season at Sarsaparilla               | -            | Jim Sharman      | Drama Theatre         | junto a Paul Bertram, John Jarratt, Kate Fitzpatrick & Robyn Nevin |
| 1976       | The Recruiting Officer                   | -            | Kenneth Horler   | Nimrod Theatre        | junto a Peter Carroll, Barry Otto, Lynette Curran e Ivar Kants     |
| 1976       | Martello Towers                          | -            | John Sumner      | St Martins Theatre    | junto a John Allen, Penne Hackforth-Jones & Peter Curtin           |
| 1976       | Going Home                               | -            | John Sumner      | St Martins Theatre    | junto a Simon Chilvers, Gerard Maguire & Carole Skinner            |
| 1975       | Sunday too far away                      | -            | Ken Hannam       | Festival Theatre      | junto a Robert Bruning, Jack Thompson & Lisa Peers                 |
| 1975       | The Cake Man                             | -            | Bob Maza         | Black Theatre         | junto a Danny Adcock, Zac Martin & Justine Saunders                |
| 1973       | Hamlet                                   | -            | John Bell        | Nimrod St. Theatre    | junto a Terence Clarke, Roger Newcombe & Anna Volska               |
| 1973       | President Wilson in Paris                | -            | John Bell        | Nimrod St. Theatre    | junto a John Krummel & Anna Volska                                 |
| 1973       | The Old Familiar Juice                   | -            | Kenneth Horler   | Nimrod St. Theatre    | junto a Don Crosby & Roger Newcombe                                |
| 1973       | The Chocolate Frog                       | -            | Kenneth Horler   | Nimrod St. Theatre    | junto a Kevin Leslie & Roger Newcombe                              |
| 1972       | The Last Supper Show                     | -            | Aarne Neeme      | Nimrod St. Theatre    | junto a Terence Clarke, Jonathan Hardy & John Wood                 |
| 1972       | Bigotry V.C.                             | -            | Larry Eastwood   | Nimrod St. Theatre    | junto a Terry Bader, Diane Craig, Barry Lovett & Carole Skinner    |
| 1972       | Housey                                   | -            | Aarne Neeme      | Nimrod St. Theatre    | junto a Diane Craig, Chris Haywood, Nick Enright & Barry Lovett    |
| 1971       | Brer Rabbit                              | -            | James Fishburn   | Parade Theatre        | junto a Ronne Arnold, John Cousins & Bob Hornery                   |
| 1971       | Stockade                                 | -            | Ross McGregor    | Independet Theatre    | junto a John Bush, Michael Caton, Frank Nolan & Douglas Wiggins    |
| 1970       | Skippy Saves Christmas                   | -            | Tony Youlden     | Playbox Theatre       | junto a Roger Cox, Alexandra Hynes & Reg Midway                    |
| 1968, 1970 | We Bombed in New Haven                   | -            | Hayes Gordon     | Alexander Theatre     | junto a Reg Evans, Harold Jones & Graeme Smith                     |
| 1968       | Fortune and Men's Eyes                   | -            | Bryan Syron      | Ensemble Theatre      | junto a Harold Jones, Max Phipps & Fred Simms                      |
| 1967       | Generation                               | -            | Max Cullen       | Ensemble Theatre      | junto a Lex Mitchell, Greg Saunders & Fred Simms                   |
| 1967       | All Things Bright and Beautiful          | -            | Hayes Gordon     | Ensemble Theatre      | junto a Michael Brooke, Greg Saunders & Fred Simms                 |
| 1967       | The Dirty Old Man                        | -            | Fred Simms       | Ensemble Theatre      | junto a Sandy Harbutt & Carmel Koerber                             |
| 1967       | Sarah and the Bible                      | -            | Fred Simms       | Ensemble Theatre      | junto a Jasmine Greenfield                                         |
| 1967       | Slow Dance on the Killing Ground         | -            | Hayes Gordon     | Ensemble Theatre      | junto a Evelyn Cornelius & Joe Richardson                          |
| 1967       | Double Talk                              | -            | Fred Simms       | Ensemble Theatre      | junto a Jasmine Greenfield, Sandy Harbutt & Carmel Koerber         |
| 1966       | The Shadow of a Gunman                   | -            | James Upshaw     | Ensemble Theatre      | junto a Harold Jones, Patricia Jones & Don Pascoe                  |
| 1965       | Photo Finish                             | -            | Hayes Gordon     | Ensemble Theatre      | junto a Judith Fisher, Kenneth Laird & Greg Saunders               |
| 1964       | The Rehearsal                            | -            | Hayes Gordon     | Ensemble Theatre      | junto a Marina Clark, Don Reid & David Yorston                     |
| 1964       | The Thracian Horses                      | -            | Hayes Gordon     | Ensemble Theatre      | junto a David Brown, Marina Clark, Jerry Luke & Fred Simms         |
| 1958       | A Singular Man                           | -            | -                | Ensemble Theatre      | junto a Patricia Jones, John McLeod & Doreen Warburton             |

## Premios y nominaciones
| Año  | Categoría                                    | Premio                       | Película/Serie/Obra | Resultado |
| ---- | -------------------------------------------- | ---------------------------- | ------------------- | --------- |
| 2005 | Best Guest or Supporting Actor in Television | AFI Award                    | Love My Way         | Ganó      |
| 1994 | Best Actor in a Supporting Role              | AFI Award                    | Spider & Rose       | Ganó      |
| 1994 | Best Supporting Actor                        | Film Critics Circle Award    | Spider & Rose       | Ganó      |
| 1990 | Best Supporting Actor                        | Sydney Theatre Critics Award | The Tempest         | Ganó      |
| 1986 | Best Performance by an Actor                 | Penguin Award                | The Flying Doctors  | Ganó      |
| 1984 | Best Supporting Actor                        | Logie Award                  | The Last Bastion    | Ganó      |
| 1981 | Best Actor in a Supporting Role              | AFI Award                    | Hoodwink            | Nominado  |